# Момпантеро
Момпантеро (італ. Mompantero, п'єм. Mompantè) — муніципалітет в Італії, у регіоні П'ємонт,  метрополійне місто Турин.
Момпантеро розташоване на відстані близько 570 км на північний захід від Рима, 55 км на захід від Турина.
Населення — 653 особи (2014).

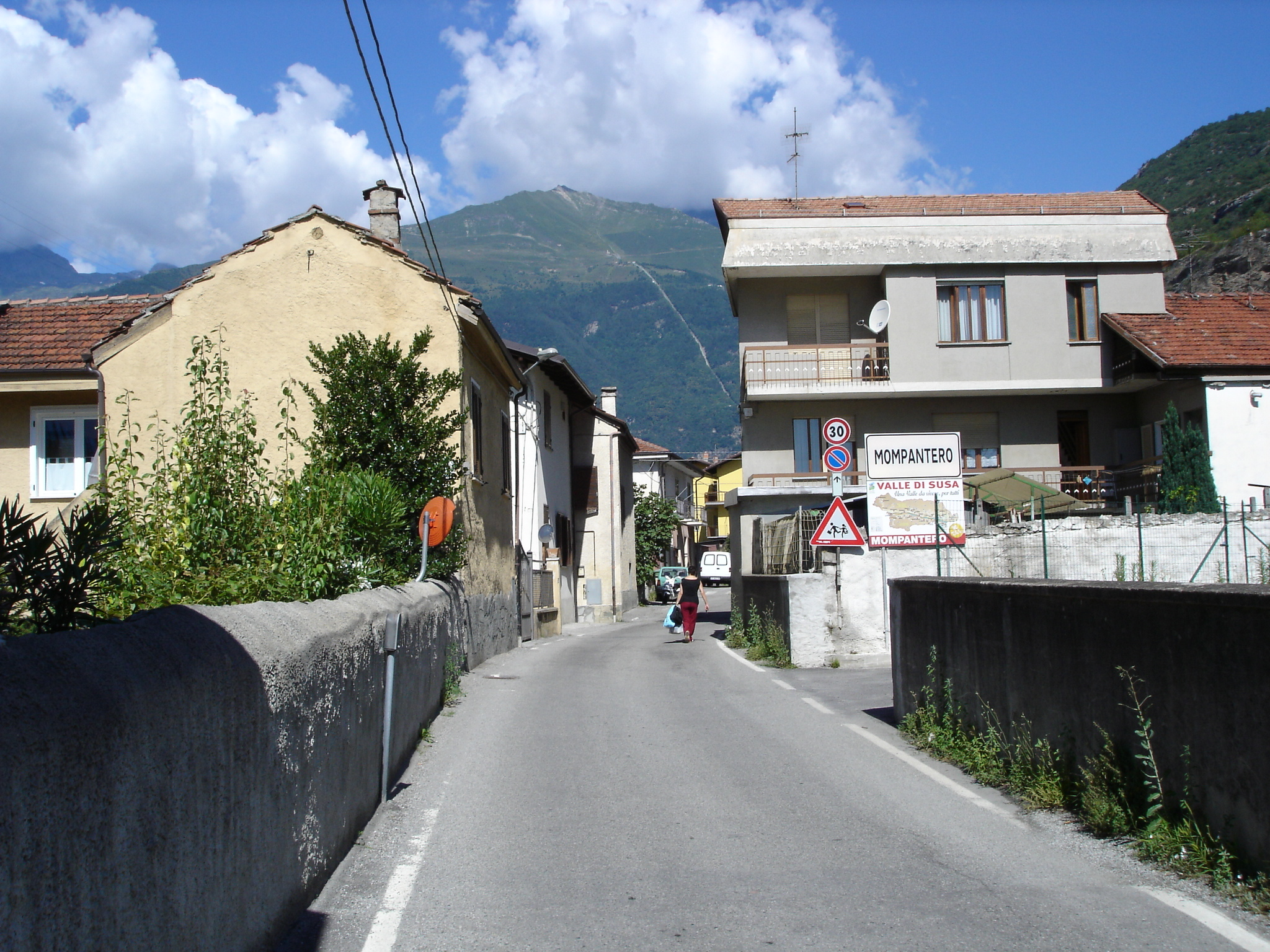

Щорічний фестиваль відбувається 5 серпня. Покровитель — Rocciamelone.

## Демографія
Населення за роками:

Станом на 1 січня 2023 року в муніципалітеті офіційно проживало 12 іноземців з 6 країн, серед них 6 громадян країн Євросоюзу та 3 громадяни України.

## Сусідні муніципалітети
- Буссолено
- Джальйоне
- Новалеза
- Суза
- Уссельйо
- Венаус